# SZD-38 Jantar 1
SZD-38 Jantar 1 – polski, jednomiejscowy, szybowiec wysokowyczynowy, zaprojektowany w Ośrodku Badawczo-Rozwojowym Szybownictwa w Bielsku-Białej. 

## Historia
Zespół konstrukcyjny pod kierownictwem mgr. inż. Adama Kurbiela, na bazie SZD-37 Jantar, opracował kolejną wersję Jantara, która została skierowana do produkcji seryjnej. Od wcześniejszej wersji różniła się całkowicie laminatową konstrukcją kadłuba, nową tablicą przyrządów oraz powiększonymi do 98 litrów zbiornikami balastowymi.
Dwa pierwsze egzemplarze, o znakach rejestracyjnych SP-2659 i SP-2660, zostały przygotowane z myślą o starcie w 14 Szybowcowych Mistrzostwach Świata w Waikerie. Franciszek Kępka zajął w nich trzecie miejsce w klasie otwartej a Stanisław Wujczak był ósmy.
Jantary zostały sprzedane w Australii zaraz po zawodach. W 2013 r. jeden z nich należał do członka Geelong Gliding Clubi nosił znaki VH-GOD. 
Produkcja seryjna ruszyła w 1973 r. i łącznie wyprodukowano 57 szybowców, z czego 24 trafiło na eksport.

## Konstrukcja
Szybowiec jednomiejscowy w układzie średniopłata o konstrukcji laminatowej.
Skrzydło dwudzielne, skorupowe, jednodźwigarowe o obrysie dwutrapezowym o konstrukcji przekładkowowej  z wbudowanymi zbiornikami balastowymi. Dźwigar skrzynkowy, z pasami z włókna szklanego. Wyposażone w lotki bez wyważenia masowego działające również jako klapy oraz w metalowe hamulce aerodynamiczne umieszczone na górnej i dolnej powierzchni skrzydła.
Kadłub całkowicie laminatowy, w części centralnej wlaminowana jest stalowa kratownica stanowiąca węzeł mocujący podwozie główne i łączący skrzydła z kadłubem. Wyposażony w zaczep do lotów na holu i startu za wyciągarką. Kabina zakryta z dwuczęściową limuzyną. Pedały i fotel pilota regulowane. Tablica przyrządów wyposażona w prędkościomierz PR-250s lub PR-400s, wysokościomierz W-12s lub W-10s, wariometr WRs-5 z kompensatorem WEC, wariometr WRs-30c, zakrętomierz EZS-3, busolę BS-1. Istnieje możliwość zabudowy sztucznego horyzontu, radiostacji i instalacji tlenowej. Anteną radiostacji wlaminowana w statecznik pionowy.
Usterzenie w układzie T o konstrukcji przekładkowej. Usterzenie wysokości dwuczęściowe o obrysie trapezowym.
Podwozie jednotorowe, główne chowane w locie wyposażone w hamulec tarczowy sprzężony z hamulcami aerodynamicznymi, tylne stałe osłonięte laminatową owiewką.